# Апашев, Даниял Апаш-Мамаевич
Даниял Апашев (кум. Апашланы Даниял Апаш-Маманы уланы; 1870, Эрпели, Дагестанская область — 1920, Темир-Хан-Шура, Дагестанская АССР) — общественно-политический деятель Дагестана с 1914 по 1920 годы. Комендант (1915—1920) города Темир-Хан Шура. Председатель парламента Горской Республики с 1919 года. Основоположник национальной милиции в Дагестане.

## Биография
Даниял Апашев родился в 1870 году в селении Эрпели в семье узденей. По национальности кумык. Отец Апаш-Мамма, мать Айхала. После учёбы в сельском медресе поступил в Темир-хан-Шуринское реальное училище, которое успешно закончил, после чего поступил на юридические курсы в Санкт-Петербурге и военную школу. В 1908 году ему было присвоено звание поручик перед началом Первой мировой войны, служил наибом Гумбетовского участка Андийского округа, затем c 1896 по 1899 годы работал в должности пристава Нижнекайтагского участка Кайтаго-Табасаранского округа.  С 1915 года комендант города Темир-Хан-Шура..

### Период 1918—1919 годы
- Отряд Гоцинского и Узун Хаджи в Темир-Хан-Шуре. Январь 1918
- Справа налево: Узун-Хаджи, Нажмудин Гоцинский (отмечен крестиком), Сиражудин-Хаджи, Минкаил Халилов, Даниял Апашев

В 1918 году, когда имама Н.Гоцинского приглашенный на Съезд, прибыл в Темир-хан-Шуру с отрядами, начавших мародерство в городе, однако, под давлением общественности, призванной « социалистической группой» дать им решительный отпор ретировавшись ушли из города и сосредоточились на окраине Казанише. Жители окрестным аулов, по призыву «Социалистической группы» мобилизовавшись в отряды быстро прибыли в город и молодчики Гоцинского ретировались. В переговорах с Гоцинским, также приняли участие исламские авторитеты из села и особенно старшина Нижнего Казанище Дж. Тонаев. Это время было непростым. С одной стороны духовенство косно отстаивая свои интересы требовало распространения шариата, как норму во все области жизнедеятельности, а социалисты выступали за сочетание духовного образования с позитивным (научным) и осуществления национализации, и на этих же позициях стоял Горский парламент. 1 апреля 1919 года правительство Горской республики приняло аграрный закон, отражавший точку зрения и решения Областного Исполкома, принятого в 1918 г. «О передаче земель в руки трудящихся на основе социализации без нарушения норм шариата». В подготовке этого закона Даниял Апашев принял самое активное участие. В уголовном деле № 1320, который вёл некто Чумаков на допросе Абусуфьян Акаев сообщает, что руководителями «Дини комитета» были Д. Апашев, З. Темирханов, Магомед-кади Дибиров, что Д. Апашев «говорил против большевиков».
В 1919 году независимости Горской республики угрожала армия генерала А. И. Деникина. После захвата Северного Кавказа и Порт-Петровска казачьи войска двинулись на Шуру и предъявили ультиматум о роспуске Горского правительства. Многие члены правительства выступали за вооружённое сопротивление деникинцам. Даниял Апашев выступил с речью в парламенте и его позицию поддержало большинство. Из недавно опубликованных воспоминаний Абусуфьяна Акаева:

«Даниял Апашев предложил пригласить (на заседание парламента) большого алима, Абдул-Басира-хаджи, этот учёный основываясь на том, что казаки сильны и идти против них значит идти на самоуничтожение, предложил встать на нейтральное положение». Далее он отметил: «Казаки вошли в Темир-хан-Шуру в конце 1919 года, они уничтожили местный народный парламент и поставили своих начальников»..

В Темир-хан-Шуру деникинцы зашли без боя. Правительство эмигрировало в Грузию. В горах Дагестана вспыхнуло, сначала стихийно, антиденикинское восстание переросшее в хорошо организованную войну с Деникинскими карателями. Был создан Совет Обороны и Армия свободы Дагестана. Союзный меджелис заседавший в Баку, передал все высшие полномочия Совету Обороны, о чем были уведомлены правительства европейских и др. государств. Даниял Апашев продолжал оставаться в городе до созыва нового народного собрания. В своём заявлении после ареста Даниял Апашев писал: «Я смело приписываю себе то, что в Темир-хан-Шуре не было ни погромов, ни национальной резни в течение самых острых моментов революции и это Вам хорошо известно». Совет Обороны, после многомесячной борьбы на голову разбил противника, очистив от него территорию Дагестана в марте 1920 г.

### Последний 1920 год
В марте 1920 года армия Совета Обороны Дагестана и Северного Кавказа начала наступление на Темир-хан-Шуру, где держали оборону карательные казацкие части Деникина. В этой обстановке Даниял Апашев, как глава Темир-хан-Шуры, приложил все усилия для мирного решения конфликта и настоял, чтобы деникинцы вышли из города без боя. 24 марта 1920 году он лично выехал на встречу победоносной « Армии Свободы Дагестана» приветствуя их освобождение города. 9 июня 1920 года Даниял Апашев был арестован как контрреволюционер. Он написал заявление 14 июня 1920 года на имя председателя Дагревкома Дж. Коркмасова и председателя Дагестанского ЧК С. Дударова о своей невиновности. За Данияла ходатайствовали сходы многих селений. Все эти усилия не повлияли на решение коллегии дагестанского ЧК.

На предложение следователя даровать Даниялу Апашеву «свободу за помощь в поимке Н. Гоцинского», Апашев ответил: «Чему-чему, но этому нас не учили. Я честью не торгую, не предаю людей, тем более друзей». Вместе с тем, согласно советской прессе, Апашев пошёл на сотрудничество с ЧК. 21 сентября 1920 года решением ЧК Даниял Апашев был приговорён к расстрелу с конфискацией имущества.

## Общественная деятельность
В своих статьях и выступлениях требовал освобождение раятов от бекской зависимости с наделением земли. В этом он видел важное средство в решении социально-экономических и политических проблем, решение которых способствовало бы возникновению в Дагестане капиталистических отношений. В соответствии со Столыпинской аграрной реформой Даниял Апашев писал, что «с прекращением зависимых отношений и с предложенным земельным устройством дагестанскому населению, несомненно откроются совершенно другие горизонты экономической и культурной жизни Дагестана и наступит новая эра вполне свободной гражданственности».
С началом первой мировой войны в 1914 году Данияла Апашева назначили комендантом города Темир-хан-Шура — столицы Дагестанской области. Февральскую революцию 1917 года он встретил с воодушевлением и сразу начал активную общественно-политическую работу. При его содействии в городе создаётся «Общество исламистов» («Джамиятуль исламия»), а при ней небольшая милиция для наведения порядка в городе, поэтому Даниял Апашев считается в Дагестане основоположником национальной милиции. Даниял Апашев пользовался авторитетом среди простого населения и среди своих единомышленников Абдул-Басира хаджи Мустафаева, Абусуфьяна Акаева, Мустафы-Кади Исмаилова, Джалава Тонаева и Зубаира Темирханова. После создания «Национального комитета» («Милли комитет») его председателем единогласно был избран Даниял Апашев. Этот комитет сыграл большую роль в жизнедеятельности дагестанцев в годы революций и гражданской войны.

## Личная жизнь
Был женат на Умкусюм, имел двоих сыновей:
- Суюнчгирей (ум. в 1915 году),
- Магомед (1906—1975), учёный.

## Примечание
1. ↑  .ЦГАРД. Ф. 1 Оп. 9, Д. 5. Листы 4-7 и 46-49
2. ↑  Абусуфьян Акаев и советская власть. Дата обращения: 4 ноября 2012. Архивировано 8 ноября 2012 года.
3. ↑  Из воспоминаний Аб. Акаева. Рукописный фонд ИИЯЭ ДНЦ РАН. Махачкала
4. ↑  «Советский Дагестан», № 37. 27 сентября 1920 г. Темир-Хан-Шура
5. ↑  Муратханов. Надёжная опора страны (недоступная ссылка)